# Desa Sidomulyo (administrativ by i Indonesien, Jawa Tengah, lat -7,14, long 109,66)
Desa Sidomulyo är en administrativ by i Indonesien.   Den ligger i provinsen Jawa Tengah, i den västra delen av landet, 300 km öster om huvudstaden Jakarta.